# Dumenza
Dumenza est une commune italienne de la province de Varèse dans la région Lombardie en Italie.

## Toponyme
Il vient du nom latin de personnes Decumentia, Decumus: Dixième.

## Administration
| Période                                  | Période  | Identité             | Étiquette | Qualité    |
| ---------------------------------------- | -------- | -------------------- | --------- | ---------- |
| 8/6/2009                                 | En cours | Corrado Nazario Moro |           | architecte |
| Les données manquantes sont à compléter. |          |                      |           |            |

### Hameaux
Due Cossani, Dumenza, Runo, Stivigliano, Trezzino, Trezzo, La Campagnetta, Alpe Pradecolo, Alpe Pragaleto, Roncampiglio, Monte Gradisea, San Nazario, Monte Bedea, Mirabella, Alpe Roccolo, San Carlo, Alpe Chedo, Colonia Pianello, Monte Colmegnino, Alpe Cortesel, Alpe Morandi, Alpe Pian di Runo, Alpe di Dumenza, Alpe Fontana, Alpe Prato Bernardo, Alpe Bous, Pian delle Vergini, Monte Clivio

### Communes limitrophes
| Maccagno | Veddasca          | Curiglia con Monteviasco                        |
| Agra     | Dumenza           | Miglieglia (CH-TI)                              |
| Luino    | Monteggio (CH-TI) | Novaggio (CH-TI), Astano (CH-TI), Sessa (CH-TI) |

## Personnalités liées à la commune
- Vincenzo Peruggia, qui a dérobé la Joconde au Musée du Louvre le 21 août 1911.